# Saeko Kimura
Pour les articles homonymes, voir Kimura.
Saeko Kimura (木村 さえ子, Kimura Saeko), née le 28 janvier 1963 dans la préfecture d'Osaka, est une nageuse synchronisée japonaise.

## Carrière
Lors des Jeux olympiques de 1984 se déroulant à Los Angeles, Saeko Kimura remporte la médaille de bronze en duo avec Miwako Motoyoshi.